# Listeriose
Listeriose is een bacteriële infectie die meestal wordt veroorzaakt door Listeria monocytogenes hoewel Listeria ivanovii en Listeria greyi in bepaalde gevallen ook worden genoemd. Listeriose kan ernstige ziekte veroorzaken, waaronder ernstige sepsis, meningitis of encefalitis, die soms levenslange schade en zelfs de dood tot gevolg heeft. Degenen die het risico lopen op een ernstige ziekte zijn ouderen, foetussen, pasgeborenen en mensen met een verzwakt immuunsysteem. Bij zwangere vrouwen kan het doodgeboorte of spontane abortus veroorzaken. Vroeggeboorte komt vaak voor. Listeriose kan bij iedereen milde, zelfbeperkende gastro-enteritis en koorts veroorzaken.
Listeria is alomtegenwoordig en wordt voornamelijk via de orale route overgedragen na inname van besmette voedselproducten, waarna de bacteriën het darmkanaal binnendringen waar ze systemische infecties veroorzaken. De diagnose listeriose vereist de isolatie van de veroorzakende bacteriën uit bloed en/of cerebrospinale vloeistof. De behandeling omvat langdurige toediening van antibiotica, voornamelijk ampicilline en gentamicine.
De ziekte treft vooral oudere volwassenen, personen met een verzwakt immuunsysteem, zwangere vrouwen en pasgeborenen. In zeldzame gevallen kunnen ook mensen zonder deze risicofactoren worden beïnvloed. Iemand met listeriose heeft meestal koorts en spierpijn, vaak voorafgegaan door diarree of andere gastro-intestinale symptomen. Bijna iedereen bij wie listeriose is vastgesteld, heeft een invasieve infectie (wat betekent dat de bacteriën zich vanuit hun darmen naar hun bloedbaan of andere lichaamsplaatsen verspreiden). Ziekte kan tot twee maanden na het eten van besmet voedsel optreden. 
De symptomen variëren met de besmette persoon: 
- Mensen met een hoog risico anders dan zwangere vrouwen: symptomen kunnen zijn koorts, spierpijn, hoofdpijn, stijve nek, verwardheid, verlies van evenwicht en stuiptrekkingen.
- Zwangere vrouwen: zwangere vrouwen ervaren meestal slechts een milde, griepachtige ziekte. Infecties tijdens de zwangerschap kunnen echter leiden tot een miskraam, doodgeboorte, vroeggeboorte of levensbedreigende infectie van de pasgeborene.
- Eerder gezonde mensen: mensen die voorheen gezond waren maar werden blootgesteld aan een zeer hoge dosis Listeria, kunnen niet-invasieve listeriose ontwikkelen met symptomen als  diarree en koorts.

Als een dier voedsel heeft gegeten dat besmet is met Listeria en geen symptomen vertoont, zijn de meeste deskundigen van mening dat er geen tests of behandeling nodig zijn.

## Oorzaak
Listeria monocytogenes is alomtegenwoordig in het milieu. De meestvoorkomende manier om Listeria op te lopen is via de inname van besmette voedselproducten. Listeria wordt veelal aangetroffen in rauw vlees, zuivelproducten, groenten, fruit en zeevruchten. Ook zachte kazen, ongepasteuriseerde melk en ongepasteuriseerde paté zijn potentiële gevaren; er zijn echter ook enkele uitbraken gemeld waarbij nagepasteuriseerde melk betrokken was.
Een enkele keer kan listeriose zich presenteren als cutane listeriose. Deze infectie treedt op na directe blootstelling aan Listeria monocytogenes door intacte huid en doorgaans beperkt tot dierenartsen die zieke dieren hanteren, meestal na een abortus veroorzaakt door Listeria.
Het kan vaker voorkomen bij patiënten met hemochromatose.

## Diagnose
In gevallen van infectie van het centraal zenuwstelsel kan L. monocytogenes vaak worden gekweekt uit het bloed of uit het hersenvocht.

## Preventie
Het belangrijkste middel voor preventie is het bevorderen van veilig omgaan met, koken en consumeren van voedsel. Dit omvat het wassen van rauwe groenten en het grondig koken van rauw voedsel. Opwarmen van overgebleven of kant-en-klaar voedsel moet met hoge temperatuur.
Een ander aspect van preventie is het adviseren van risicogroepen zoals zwangere vrouwen en immuungecompromitteerde patiënten om ongepasteuriseerde patés en zachte kazen zoals feta, brie, camembert en bleu te vermijden. Roomkazen, yoghurt en kwark worden als veilig beschouwd. In het Verenigd Koninkrijk leidde dit advies in kraamklinieken eind jaren tachtig tot een scherpe daling van het aantal gevallen van listeriose tijdens de zwangerschap.

## Behandeling
Bacteriëmie moet gedurende 2 weken worden behandeld, meningitis gedurende 3 weken en hersenabces gedurende ten minste 6 weken. Ampicilline wordt over het algemeen als het antibioticum van eerste keuze beschouwd; gentamicine wordt vaak toegevoegd vanwege de synergetische effecten. Het totale sterftecijfer is 20-30%; van alle zwangerschapsgerelateerde gevallen resulteerde 22% in foetaal verlies of neonatale sterfte, maar moeders overleven het meestal.

## Epidemiologie

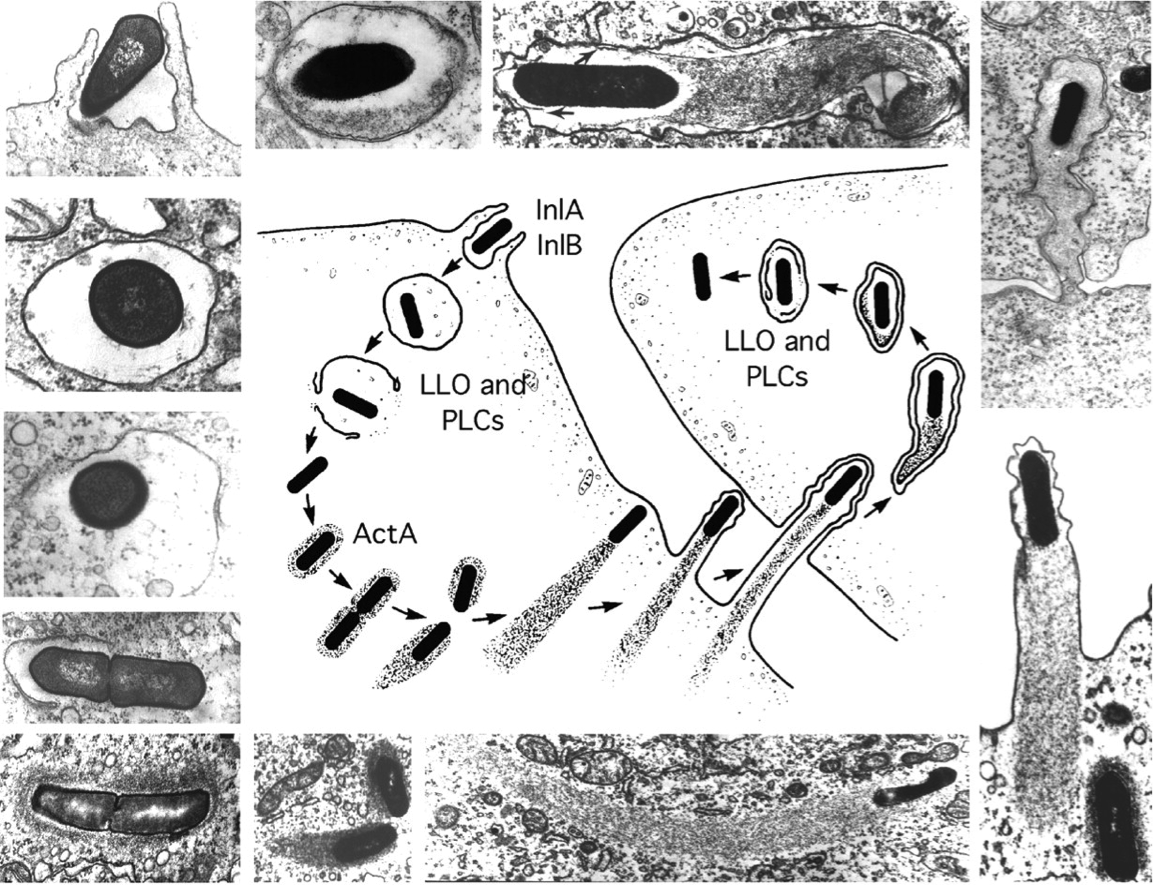
Stadia in de intracellulaire levenscyclus van Listeria monocytogenes. (Midden) Afbeelding van binnenkomst, ontsnapping uit een vacuole, actine-kiemvorming, op actine gebaseerde motiliteit en cel-naar-cel verspreiding. (Rand) Representatieve elektronenmicroscoopfoto's waarop de afbeelding is gebaseerd. LLO, PLC's en ActA worden allemaal in de tekst beschreven.
E.e.a. is gebaseerd op Tilney en Portnoy (1989).

De incidentie in 2004-2005 was 2,5-3 gevallen per miljoen inwoners per jaar in de Verenigde Staten, waar zwangere vrouwen goed waren voor 30% van alle gevallen. Van alle niet-perinatale infecties komt 70% voor bij immuungecompromitteerde patiënten. De incidentie in de VS is sinds de jaren negentig aan het dalen, in tegenstelling tot Europa waar veranderingen in eetgewoonten in diezelfde tijd tot een toename hebben geleid. In de EU heeft het zich gestabiliseerd op ongeveer 5 gevallen per jaar per miljoen inwoners, hoewel het percentage dat in elk land gegevens aan de EFSA / ECDC levert sterk varieert.
Er zijn vier verschillende klinische syndromen: 
- Infectie tijdens de zwangerschap: Listeria kan zich asymptomatisch vermenigvuldigen in de vagina en baarmoeder. Als de moeder symptomatisch wordt, is dit meestal in het derde trimester. Symptomen zijn onder meer koorts, spierpijn, gewrichtspijn en hoofdpijn. Miskraam, doodgeboorte en vroeggeboorte zijn complicaties van deze infectie. Symptomen duren 7-10 dagen.
- Neonatale infectie (granulomatosis infantiseptica): Er zijn twee vormen. Een, een vroege sepsis, met Listeria in utero, resulteert in vroeggeboorte. Listeria kan worden geïsoleerd in de placenta, bloed, meconium, neus, oren en keel. Een andere, laat optredende meningitis wordt veroorzaakt door vaginale overdracht, hoewel het ook is gemeld bij keizersneden.
- Centrale zenuwstelsel infectie (CZS): Listeria heeft een voorkeur voor de hersenparenchym, met name de hersenstam en de hersenvliezen. Het kan hersenzenuwverlammingen, encefalitis, meningitis, meningo-encefalitis en abcessen veroorzaken . Veranderingen in de mentale toestand komen vaak voor. Aanvallen komen voor bij ten minste 25% van de patiënten.
- Gastro-enteritis: L. monocytogenes kan door voedsel overgedragen diarree veroorzaken, die doorgaans niet-invasief is. De mediane incubatietijd is 21 dagen, met diarree die 1-3 dagen aanhoudt. Getroffen mensen presenteren zich met koorts, spierpijn, gastro-intestinale misselijkheid of diarree, hoofdpijn, stijve nek, verwardheid, verlies van evenwicht of convulsies.

Van Listeria is ook gemeld dat het het hart van sommige patiënten koloniseert. De totale incidentie van hartinfecties veroorzaakt door Listeria is relatief laag, waarbij in 7-10% van de gevallen het hart betrokken is.